# Rike
Rike ist ein weiblicher Vorname und Familienname.

## Herkunft und Bedeutung
Der Name kommt aus dem Norddeutschen Raum und bedeutet „Die Reiche“. Rike ist außerdem eine Kurzform, die aus den Namen Erika, Friederike, Friderike, Frederike, Hendrike, Henrike, Marike oder Ulrike entstanden ist.

## Varianten
- Rieke
- Rica
- Rika
- Rieka
- Rikada
- Ricarda
- Rijke
- Ryke
- Ricce
- Rikke
- Rique
- Rikki

## Bekannte Namensträgerinnen
Rike:
- Rike Eckermann (* 1964), deutsche Schauspielerin
- Rike Koekkoek (* 1960), deutsche Fußballspielerin
- Rike Schmid (* 1979), deutsche Schauspielerin

Rika:
- Rika Unger (1917–2002), deutsche Bildhauerin

Rica:
- Rica Déus (* 1937), auch Erika Scheele oder Erika Künne, deutsche Schauspielerin und Schlagersängerin
- Rica Maase (* 1999), deutsche Volleyballspielerin
- Rica Reinisch (* 1965), auch Rica Neumann und Rica Neumann-Reinisch, deutsche Schwimmerin

Rieke:
- Rieke Brink-Abeler (* 1979), heute Rieke Herzog, deutsche Beachvolleyballspielerin
- Rieke Dieckmann (* 1996), deutsche Fußballspielerin
- Rieke C. Harmsen (* 1967), deutsche Journalistin
- Rieke Lotta Heinrich (* 1995), deutsche Handballspielerin
- Rieke Katz (* 1986), deutsche Jazzsängerin
- Rieke de Maeyer (* 1992), belgische Biathletin
- Rieke Werner (* 1987), deutsche Synchronsprecherin und Sängerin

Rikki:
- Rikki Ikki (* 1981), bürgerlich Erica Mongeon, US-amerikanisches Model

## Familienname
- Berthold Rike († 1436), deutscher römisch-katholischer Geistlicher an der römischen Kurie, Domkustos in Breslau und Dompropst von Lübeck
- Gottfried Rike († 1336), Domherr in Münster

## Tiernamen
- Rieke (1938–1957), Giraffe aus dem Zoologischen Garten Berlin

## Sonstiges
- Rikki Don’t Lose That Number, Single von Steely Dan (1974)